# 怀柔博物馆
40°19′01″N 116°37′49″E / 40.31695089999999°N 116.6302088°E

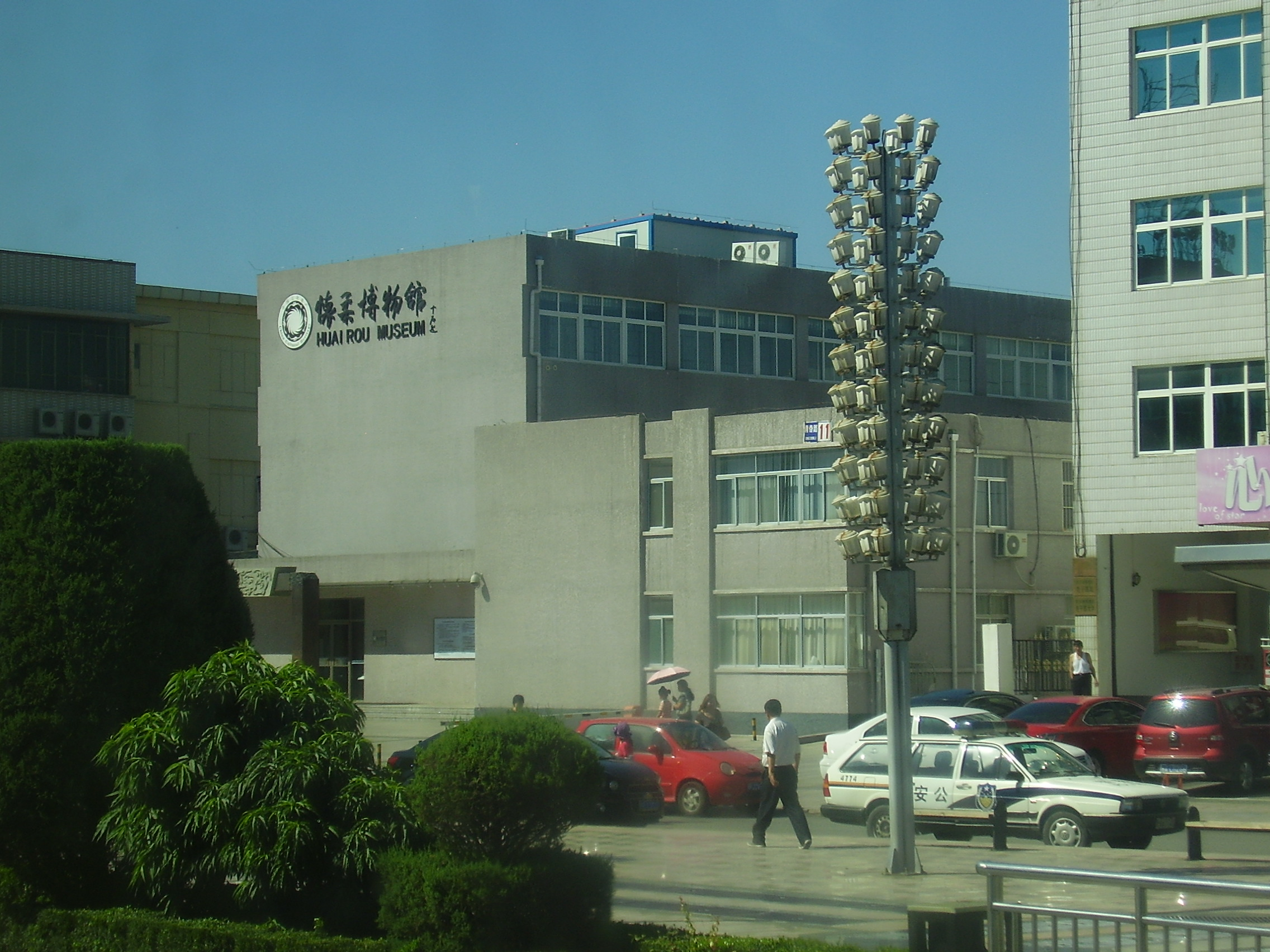
怀柔博物馆

怀柔博物馆，位于北京市怀柔区青春路11号，是怀柔区的区级博物馆。

## 简介
2009年3月，新改建的怀柔博物馆对外开放。新建的怀柔博物馆是在原怀柔图书馆的基础上改建而成，总投资400多万元人民币，总面积将近1000平方米，展览面积680平方米，可容纳100多位观众同时参观。2009年重新开馆时，馆内展出270多件文物，300多张文物图片，说明文字3万字。展区分成两层，文物按怀柔区的历史布展。二层展出从远古到元朝的文物，三层展出从明朝到革命战争时期的文物及非物质文化遗产。